# Kuthira Malika

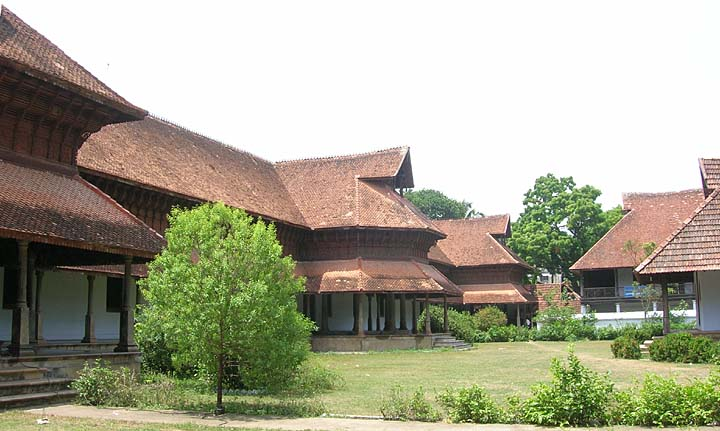
Kuthira Malika, Thiruvananthapuram, Kerala

Kuthira Malika (Palazzo dei cavalli) è un palazzo costruito da Swathi Thirunal Rama Varma sul lato sud-orientale del tempio Padmanabhaswamy a Thiruvananthapuram in India.

## Etimologia
Il palazzo prende il nome dai 122 cavalli che sono scolpiti nelle staffe di legno che sostengono il tetto meridionale. Il nome ufficiale del palazzo è Puthen Malika (Nuovo palazzo). Il palazzo fa parte di un vasto complesso di edifici reali nelle vicinanze del Tempio di Padmanabhaswamy. L'edificio fu lasciato libero per oltre un secolo, in seguito alla morte di Swathi Thirunal nel 1846.

## Architettura
Costruito nel 1840, Kuthira Malika è un esempio di architettura tradizionale del Kerala, con i suoi tipici tetti spioventi, grondaie a strapiombo, verande con pilastri e cortili chiusi. Intagli intricati decorano i soffitti in legno, con ogni stanza con uno schema distintivo.

## Museo
Una parte di Kuthira Malika è stata trasformata in un museo che ospita alcuni dei beni di proprietà della famiglia reale di Travancore.Sebbene nel palazzo ci sono 80 stanze, solo 20 sono aperte ai visitatori.

## Cultura di massa
Il palazzo è stato ripreso in molti film del Cinema Malayalam. 
È stato anche menzionato nel terzo episodio dell'undicesima stagione dello statunitense The Big Bang Theory.